# Arsenaal (Brielle)

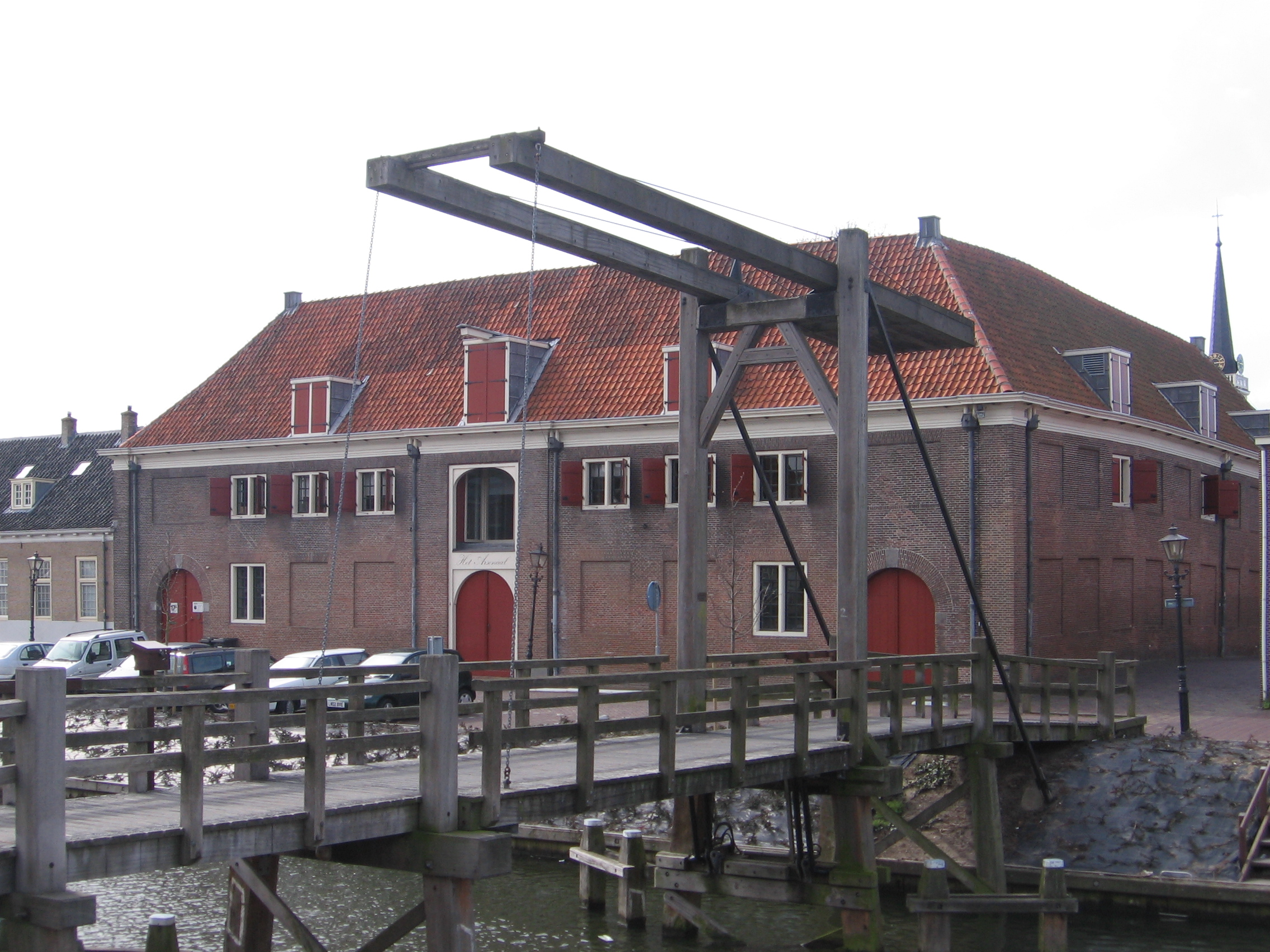
Arsenaal in 2006

Het Arsenaal in Brielle, in de Nederlandse provincie Zuid-Holland, is een gebouw uit 1708. Dit arsenaal was oorspronkelijk bedoeld voor wapenopslag. Tot 1922 werd het voor militaire doeleinden gebruikt. Tot in januari 2018 was het in gebruik als bibliotheek. Het arsenaal staat in de hoek Rozemarijnstraat/Lijnbaan.